# Чандра Бахадур Данги
Чандра Бахадур Данги (неп. चन्द्रबहादुर डाँगी; 30. новембар 1939 — 3. септембар 2015) био је најнижи човек на свету висок само 54,6 центиметра. Он је оборио рекорд Гул Мухамеда (1957-1997) који је био најмањи човек у историји висок 57 центиметара. Тиме је Данги постао најмањи човек у историји. Сви чланови његове породице су нормалне висине само он није. Уписан је у Гинисову књигу рекорда као најнижи човек икада.
Данги је живио са својим нећацима у удаљеном Непалском селу које је од главног града удаљено око 400 km. Желио је да путује у све делове своје земље и света. Године 2012. је срео најмању жену на свету, Јиоте Амге из Индије. Њих двоје су се заједно сликали а слика је објављена у Гинисовој књизи рекорда 2013. Још увек је непознато која је болест заслужна за његову висину.
Дана 13. новембра 2014. године у Лондону, Данги је упознао највишег човека на свету, Султана Косена из Турске. Преминуо је на Америчкој Самои током његовог посета тој земљи.